# Station Grez-Gaudechart
Station Grez-Gaudechart is een spoorwegstation op de grens van de Franse gemeenten Gaudechart en Grez. Het station is gesloten.